# 中華民國公益彩券

公益彩券統一識別標誌

中華民國公益彩券為中華民國財政部主辦的博彩，從1999年12月1日開始發行，法源依據為1995年7月公佈施行的《公益彩券發行條例》，以提升社會福利為主要目的之一。每五年換發行業者，第二標起改成七年換發行業者，第四標起改為十年換發行業者。

## 現況
| 中華民國公益彩券現況                          |              |                                        | |                |
| 彩券名稱                                      | 單注投注金額 | 開獎時間                               | 獎項 | 頭獎機率       |
| 大樂透 （當期獎金=銷售金額量×56%）            | 50元         | 星期二、五（春節加碼期間天天開獎）     | 五獎（對中當期獎號之任4碼）：2,000元 六獎（對中當期獎號之任3碼+特別號）：1,000元 七獎（對中當期獎號之任2碼+特別號）：400元 普獎（對中當期獎號之任三碼）：400元 其它獎項獎金依照中獎注數和獎金總金額作平均分配                           | 1 / 13,983,816 |
| 威力彩 （當期獎金=銷售金額量×55%）            | 100元        | 星期一、四                             | 第一區5個＋第二區：150,000元 第一區5個：20,000元 第一區4個＋第二區：4,000元 第一區4個：800元 第一區3個＋第二區：400元 第一區2個＋第二區：200元 第一區3個：100元 第一區1個＋第二區：100元 其它獎項獎金依照中獎注數和獎金總金額作平均分配 | 1 / 22,085,448 |
| 今彩539                                       | 50元         | 星期一至星期六（春節加碼期間天天開獎） | 中2：50元 中3：300元 中4：20,000元 中5：8,000,000元 | 1 / 575,757    |
| 3星彩                                         | 25元         | 星期一至星期六（春節加碼期間天天開獎） | 全中：5,000元 中末2：500元 中末1：50元 | 1 / 1,000      |
| 4星彩                                         | 25元         | 星期一至星期六（春節加碼期間天天開獎） | 全中：50,000元 中末3：5,000元 中末2：500元 | 1 / 10,000     |
| 49樂合彩 （同大樂透中獎號碼，但不包含特別號） | 25元         | 星期二、五（春節加碼期間天天開獎）     | 二合：1,250元 三合：12,500元 四合：200,000元 |                |
| 39樂合彩 (同今彩539中獎號碼)                  | 25元         | 星期一至星期六（春節加碼期間天天開獎） | 二合：1,125元 三合：11,250元 四合：212,500元 |                |

- 若單注中獎金額在2,001元 (含)以上，需另扣 20%稅金和印花稅。（2019年12月之前）
- 若單注中獎金額在5,001元 (含)以上，需另扣 20%稅金和印花稅。（2019年12月之後）

## 第一代（公益彩券）

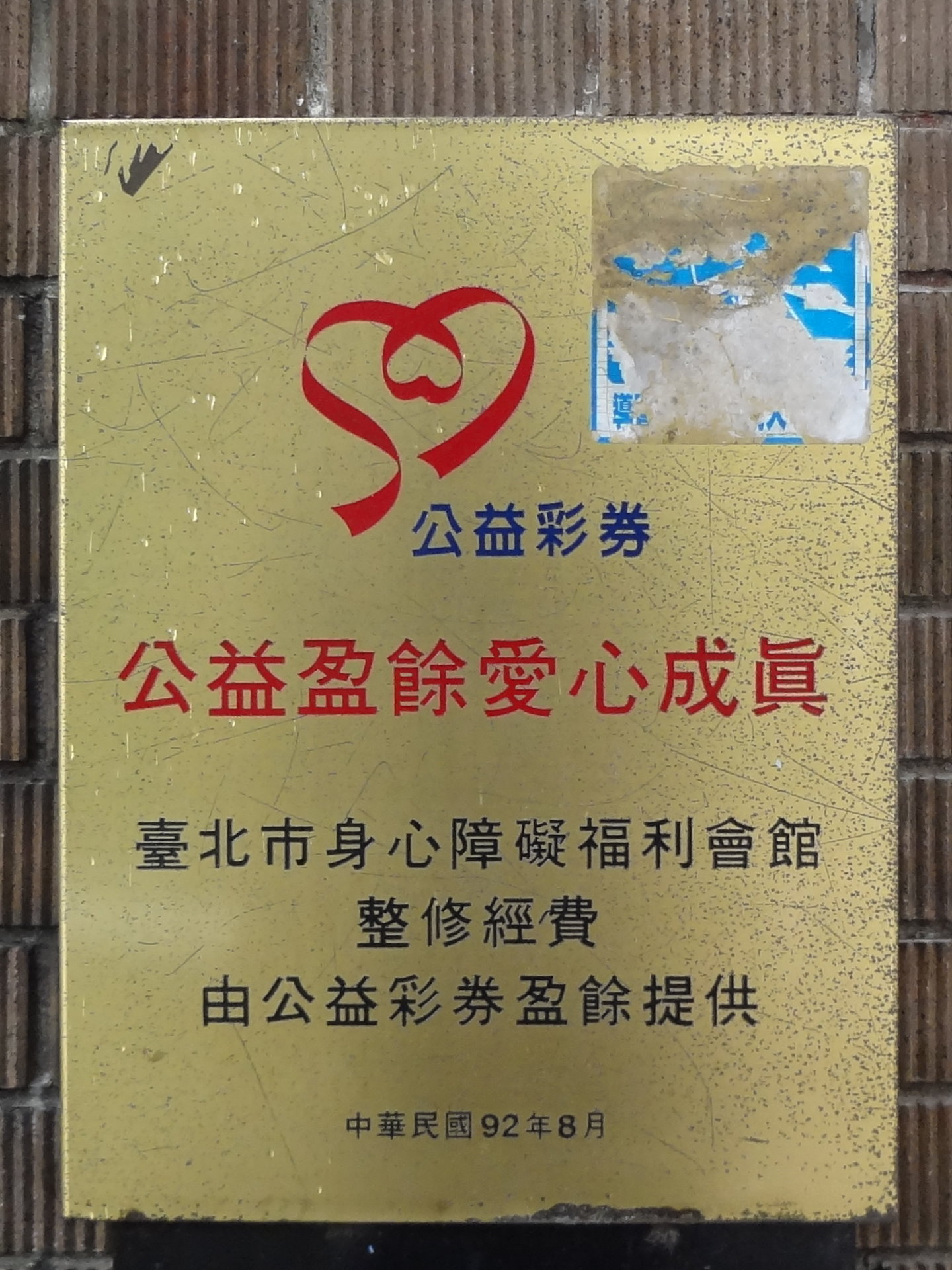
臺北市政府衛生局舊址大門前的「公益盈餘愛心成真」紀念牌，頂端為2002年啟用的中華民國公益彩券第一代標誌

第一代之前公益彩券的官方名稱為「中華民國公益彩券」，由財政部指定臺灣銀行發行二年，1999年12月發行，無官方標誌。為傳統型、立即型2合一彩券，每張售價為新臺幣100元，每月月底開獎。
第一代公益彩券的官方名稱為「中華民國公益彩券」，簡稱「公益彩券」，由台北銀行（於2005年1月1日與富邦商業銀行合併為台北富邦銀行）於2002年發行，官方標誌為紅色心形絲帶。第一代彩券發行了電腦彩券和立即彩券等彩券。

### 電腦彩券
電腦彩券為事先用選號卡選號（如想用電腦隨機選號，可告知經銷商），再經由投注機登記，最後印出以選號數目大小排列的電腦彩券，會定時「落球」開獎。

#### 獎金分配
遊戲之獎金，是從當期遊戲所有的投注購券者的投注金中，保留部份固定比例之金額，以作為該期之獎金支出。當某一獎項當期無人中時，其獎金列入下一期同等獎項之『累積獎金』。當頭獎連續八期均無人猜中時，將改列入下一期之『總獎金』中，依獎金分配所述之方式由所有中獎人分享之。

#### 類型

##### 樂透彩

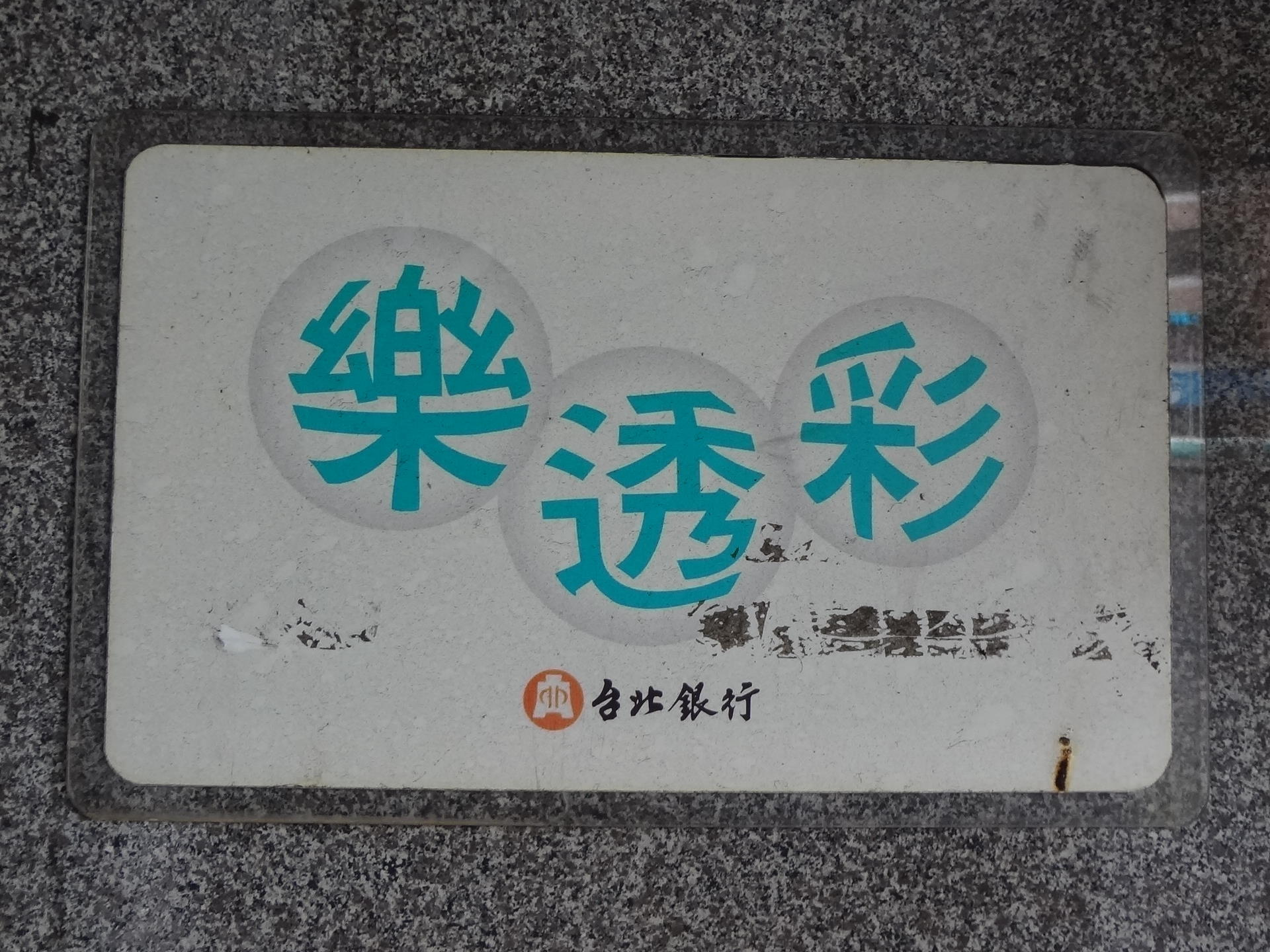
樂透彩經銷商招牌

樂透彩是公益彩券2002年最初發行的彩券。開始是42選6，2005年開始成為38選6。落球會加開特別號，所以會有6+1個號碼。最初是每週二、四開獎，但從2006年3月25日起成為每週一、三、五開獎，每注售價為新臺幣50元。

##### 大樂透
大樂透為2004年發行的彩券，為49選6。開6個號碼加1個特別號。最初是每週一、四開獎，但從2006年3月24日起成為每週二、四開獎，最後在2007年開始，變成每周二、五開獎。每注售價為新臺幣50元。
從2013年開始，大樂透在春節期間實施加碼活動。春節加碼期間天天開獎，並每日加開“春節大紅包”，開獎方式為49選6（無特別號）一百組。2017年起，“春節大紅包”調整開獎方式爲49個號碼中開9個號碼，只需對中任6個獎號即中獎。而從2016年起，每逢端午節、中秋節、雙十節亦會實施加碼活動，但非春節加碼期間大樂透仍爲每周二、五開獎。

##### 4星彩
4星彩為2003年年初發行的彩券，4星彩為千位、百位、十位、個位分別10選1（從0000-9999）；有正彩、三彩、對彩等玩法。為周一至周五開獎，最初為每注新臺幣50元。當3星彩上市時，改為每注售價為新臺幣25元，取消三彩及對彩，增加組彩（可不分數字順序，數字對就有獎）。
2024年1月1日起，4星彩改採中得位數數量作爲中獎條件。2025年起，4星彩在春節加碼期間天天開獎。

##### 3星彩
3星彩為2005年年底發行的彩券，3星彩為百位、十位、個位分別10選1（從000-999）；有正彩、對彩、組彩（可不分數字順序，數字對就有獎）等玩法。為周一至周五開獎，為每注新臺幣25元。
2024年1月1日起，3星彩改採中得位數數量作爲中獎條件。2025年起，3星彩在春節加碼期間天天開獎。

##### 樂合彩
樂合彩為2005年發行的彩券，有分49任選2至4和39任選2至4，開獎號碼以大樂透（49，不含特別號）和今彩539（39）為中獎號碼。因為可選較少的數，所以機會比較大，而每注售價皆為新臺幣25元。
除49樂合彩和39樂合彩以外，還曾發行38樂合彩（原採樂透彩，不含特別號；樂透彩停售後改採威力彩第一區），惟38樂合彩已停售。

### 立即彩券
立即型彩券的主要訴求在於提供即時性的樂趣，消費者可立即且輕易地得知自己是否中獎與中獎金額，而且還有附獎。並以遊戲多樣化取勝。為不定期發行。

#### 類型

##### 吉時樂
吉時樂有分新台幣50元、100元、150元、200、500、1000元等種類，遊戲多樣化，分刮2中2、刮3中3、刮6中3、刮9中3、對符號、井字型、比大小等。

### 傳統彩券
每張彩券券面上印有對獎號碼，消費者在特定的開獎日核對中獎號碼與彩券上之號碼，類似台灣銀行曾經發行的愛國獎券。

#### 類型

##### 對對樂
逢節過日時發行，在特定的開獎日核對中獎號碼與彩券上之號碼與彩券上的對獎號碼是否相符合。

##### 雙享樂
不定期發行，包含傳統聯及立即聯兩聯，為對對樂和吉時樂合在一張彩券的設計，但無副獎。

### 電腦彩券電視開獎節目
電腦彩券的電視開獎節目，是中天娛樂台播出的《好運萬事通》（在各開獎日播出時，會註明副標題：公益彩券開獎現場直播），聶雲在星期一、三、五主持，而許倩芸在星期二、四主持。

## 第二代（臺灣彩券）

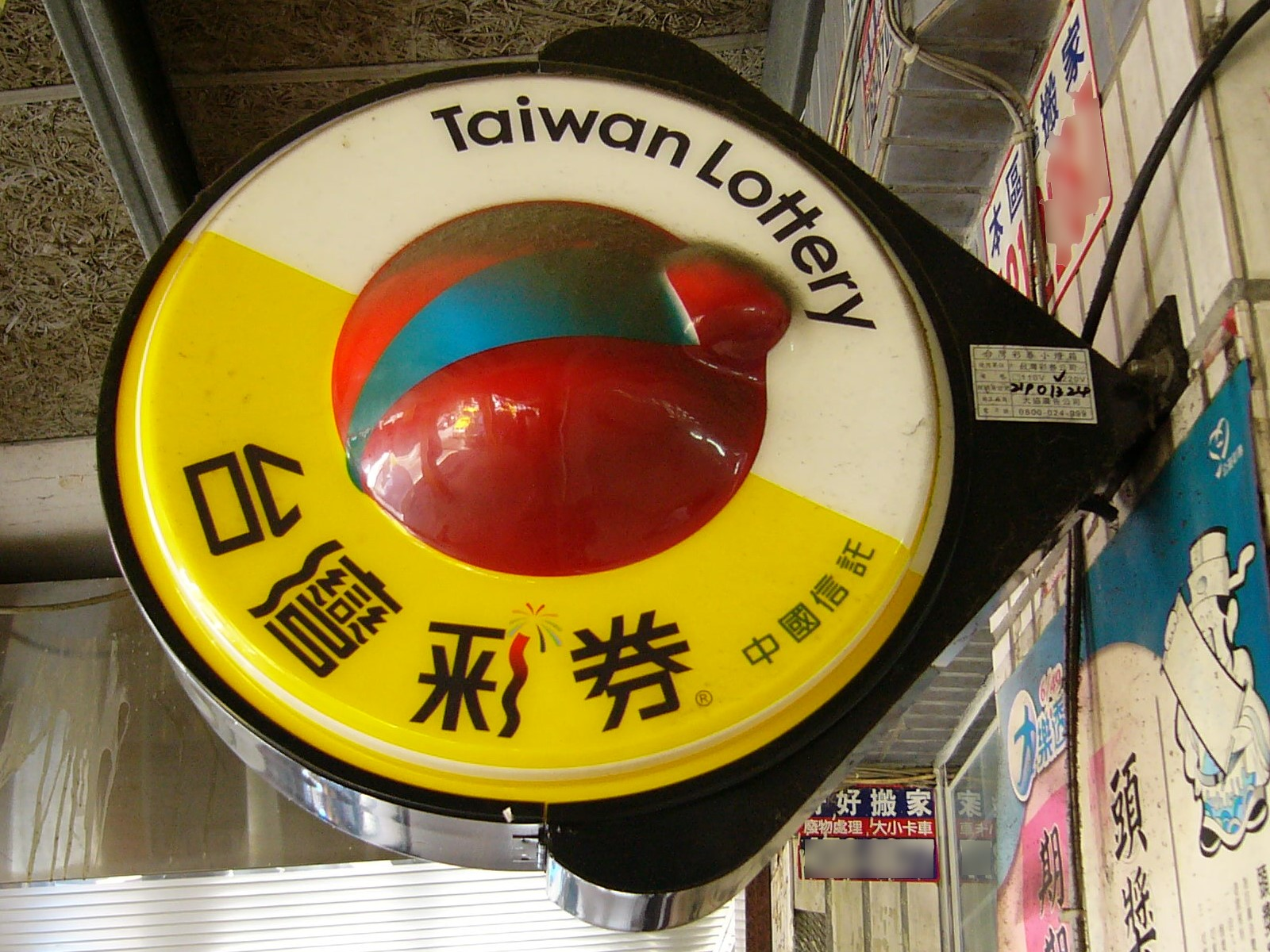
台灣彩券投注站招牌標準格式

第二代公益彩券的官方名稱仍為「中華民國公益彩券」，由中國信託商業銀行從2007年開始發行，仍沿用紅色心形絲帶標誌。台灣彩券為中信金的子公司，是中國信託商業銀行發行公益彩券的受委託機構。台灣彩券會將所有的投注站外觀統一，以明亮的黃色為基底，搭配紅色的幾何圖形。
公益彩券改由中國信託商業銀行發行後，大樂透頭獎的最高得獎紀錄是新台幣9億3768萬4422元，是於2009年6月9日由台南市中西區的居民獨得。在威力彩方面，2008年10月30日所開出的威力彩頭獎獎金是新台幣19.67億元，為當時威力彩發行以來的最高頭獎獎金，分別由2注獲獎，單注中獎金額為新台幣9.83億元，且創下台灣彩券史上頭獎連續未中獎次數36次之紀錄。2015年4月23日所開出的威力彩頭獎獎金新台幣30.03億元，由台中市霧峰區的一注獨得，創下公益彩券發行以來頭獎的最高獎金及單注最高得獎金額紀錄；同年9月於台北市開出的頭獎獎金新台幣28.7億元，為台灣彩券史上獎金次高紀錄。

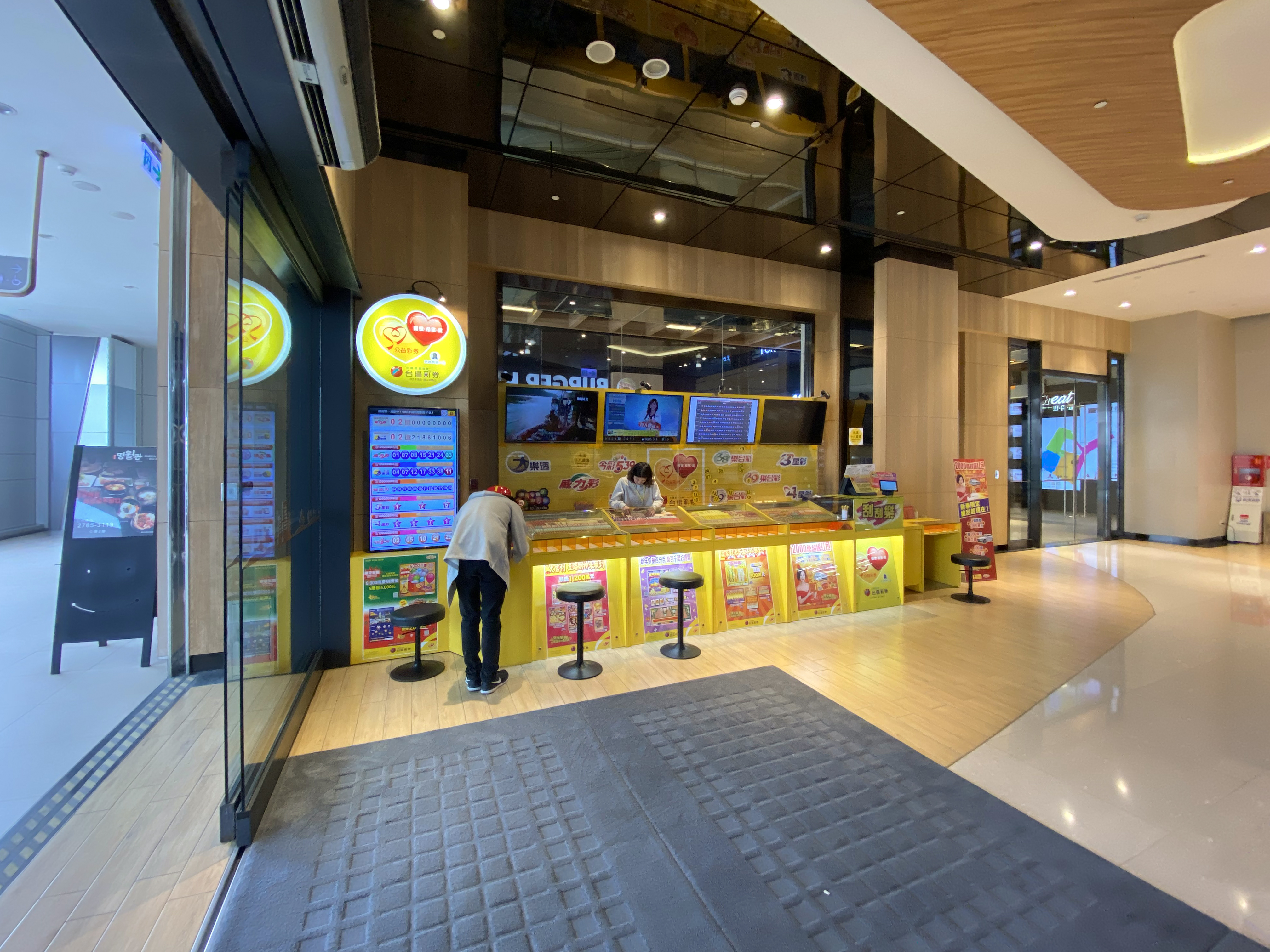
台灣彩券投注站的統一黃色投注台和牆面，但牆面擺置的位置不一定

大福彩自2015年4月20日開賣以來頭獎即連槓75期，於2016年1月9日開獎時頭獎在新北市永和區開出，再度創下台灣彩券史上頭獎連續未中獎次數之紀錄。頭獎1注獨得12.65億，扣稅後實得約10.12億。

### 電腦彩券
大致上第一代電腦彩券的遊戲方式都留到了第二代，但第二代彩券多了類似歐美彩券的「今彩539」玩法，且樂透彩不久後即下架，而2008年增加「威力彩」、「賓果賓果」等遊戲。

#### 類型

##### 保有第一代電腦型遊戲
從2007年開始發行，原電腦型遊戲仍保留，樂合彩改為固定獎金，大樂透並自2008年1月22日起取消頭獎獎金未中獎累積期數上限。

##### 電腦新型遊戲
2007年新遊戲為今彩539。2008年推出二款電腦型遊戲。2008年1月21日樂透彩下市，2008年1月22日威力彩上市，2008年4月30日賓果賓果上市，2009年7月25日樂線九宮格上市，2010年9月4日39樂合彩上市，2013年12月31日樂線九宮格下市，2015年4月20日大福彩上市，2018年4月23日雙贏彩上市，2019年4月27日大福彩下市，2023月12月28日38樂合彩下市，2023年12月30日雙贏彩下市。

##### 今彩539
今彩539為2007年發行的彩券，其遊戲規則是自第1~39號當中選擇5個號碼投注，每注售價為新台幣50元，開獎也是開出5個號碼，沒有特別號的設置。於每周一至周六開獎，採固定獎金之方式分配，並有系統組合、系統配號和多期投注的玩法。頭獎金額為新台幣800萬元，惟單期今彩539頭獎獎項最高總獎金支出上限為新台幣2400萬元，若該期頭獎獎項之總獎金逾此上限時，則頭獎獎額之獎金分配方式將改為均分制，由所有頭獎中獎人依其中獎注數均分。頭獎的中獎機率約為58萬分之一。
2025年起，今彩539在春節加碼期間天天開獎。

##### 威力彩
威力彩是台彩新一代的彩券，2008年1月22日上市，其獎金高於目前所有類型的彩券，每注售價為新台幣100元，於推出當時頭獎保證獎金為新台幣2.5億元，若無人中頭獎，可無限期累積獎金，因此若多次有此情況發生，可能造就億萬富翁。頭獎中獎機率為22,085,448分之一。威力彩玩法較為特別，分為兩區：第一區有1~38號，可任選6個號碼投注；第二區則有1~8號，可任選一號投注，並能以同一張彩券直接連續投注2~20期。而開獎則是第一區開出6個號碼，第二區開出1個號碼。共分為9種獎項，頭獎為全部號碼皆對中；最低獎項為普獎，即第一區和第二區各對中1個號碼，獎金固定為100元。
自2009年3月起，威力彩的獎金組成方式有所改變。頭獎中獎金額改為保證新台幣4億元起跳，如該期無任何人對中頭獎時，則頭獎金額每期加碼新台幣1000萬元，直至當期頭獎有人對中或頭獎保證累積金額達新台幣5億元為止。而參獎、肆獎、伍獎、陸獎和柒獎的每注中獎金額則分別改為固定的新台幣15萬、2萬、4000、800和400元。
自2010年9月起，威力彩頭獎中獎金額改為保證新台幣2億元起跳，並取消該期無任何人對中頭獎時，頭獎金額每期加碼新台幣1000萬元的規定；此外並新增玖獎獎項，即第1區對中任三個獎號，但第2區未對中者，每注中獎金額為新台幣100元。
威力彩第109059期頭獎連47摃，連摃期數為第三屆以來最多，下期開獎（2020年7月27日）預估銷售新台幣18億元，頭獎累積金額預估上看31億元；最後為2注中獎，未能打破2015年4月23日30.04億元的紀錄，僅為史上單注第8高。但仍是威力彩上市以來，頭獎金額累計最高的一次。

2021年8月24日，威力彩頭獎金額27億，開在新北市三峽區愛國路2號，由1人獨得，創下史上第三高紀錄。

##### BINGO BINGO賓果賓果
BINGO BINGO賓果賓果是台彩新一代的電腦彩券，於2008年4月30日上市，每注售價為新台幣25元，由80個號碼中選1至10星，並可加倍投注或多期投注，於每日7點至24點開獎，每5分鐘由電腦隨機開出20個號碼，頭獎金額最高為中10星500萬元。
自2010年2月6日起，賓果賓果除以上的基本玩法之外，還增加了「猜大小」及「超級獎號」兩種玩法：
- 猜大小：每注25元，玩家僅需預測每期自1至80號所開出的20個號碼中結果會是「大」或「小」，猜中者即為中獎，當開出13個（含）以上41至80的獎號時就屬於「大」，開出13個（含）以上1至40的獎號則屬於「小」。玩家可以單獨投注「猜大小」，並可加倍投注或多期投注，猜中獎金為投注金額的6倍。2024年1月1日起，猜大小的大和小不可同時複選改成可同時複選。
- 猜單雙：每注25元，玩家僅需預測每期自1至80號所開出的20個號碼中結果會是「單」、「小單」、「和」、「小雙」或「雙」，猜中者即為中獎，當開出13個（含）以上單數獎號時就屬於「單」，開出13個（含）以上雙數獎號則屬於「雙」，開出11或12個單數獎號則屬於「小單」，開出11或12個雙數獎號則屬於「小雙」，開出一半單數一半雙數則屬於「和」。玩家可以單獨投注也可以同時投注「猜單雙」，並可加倍投注或多期投注，猜中單或雙的獎金為投注金額的6倍，猜中小單或小雙的獎金為投注金額的1.8倍，猜中和的獎金為投注金額的2.8倍。（此遊戲從BINGO BINGO第106065773期開始新增），2024年1月1日起，取消中間的三個「小單」、「和」、「小雙」，只留下單和雙。
- 超級獎號：需搭配原有1星到10星的玩法，玩家選擇任一種玩法後再加25元，如原1星到10星玩法所選擇的號碼對中當期最後一個（即第20個）開出的獎號，即為中獎。對中「超級獎號」之獎金則為原購買 BINGO BINGO玩法獎金的2.5至3倍，如果沒有購買 BINGO BINGO超級獎號玩法未中獎，購買超級獎號對中「超級獎號」之獎金為25元，例如10星玩法全中又對中「超級獎號」者，獎金為1,250萬元，等於最高獎金從原本的500萬元提高至1,250萬元。2024年1月1日起，超級獎號不再跟基本玩法搭配，改成單獨購買超級獎號，而是一個超級獎號一注25元，中獎的話，是中1200元。

此外，單期賓果賓果10星玩法中10星所得的獎金（含「超級獎號」玩法之選10中10）最高總獎金支出上限為新台幣1億元，若該期選10中10該獎項之總獎金逾此上限時，該獎項當期總獎金即改以最高總獎金支出上限計，該獎項每注中獎金額將依「該注中獎獎金佔當期選10中10之中獎總獎金的比例」再乘以1億元計算之。
例如：某期BINGO BINGO開出的20個獎號的開出順序為：
| 28 | 67 | 17 | 63 | 37 |
| 48 | 53 | 01 | 30 | 49 |
| 55 | 13 | 19 | 33 | 08 |
| 07 | 50 | 54 | 75 | 27 |

表示本期的超級獎號為27。

##### 49樂合彩
49樂合彩係以「大樂透」開出獎號為中獎號碼，但是其中獎號碼不含特別號。其玩法分為二合、三合、四合3種，每注售價為新台幣25元。於每週二、五開獎（自2013年起，春節加碼期間天天開獎），其獎號採固定獎金之方式分配。
49樂合彩的獎金分配：
- 二合：選2中2，獎金1,250元
- 三合：選3中3，獎金12,500元
- 四合：選4中4，獎金200,000元

##### 39樂合彩
39樂合彩於2010年9月4日上市，係以「今彩539」開出獎號為中獎獎號之電腦型彩券遊戲，其玩法分為二合、三合及四合3種，每注售價為新台幣25元。於每週一至週六開獎（自2025年起，春節加碼期間天天開獎），其獎號採固定獎金之方式分配。
39樂合彩的獎金分配：
- 二合：選2中2，獎金1,125元
- 三合：選3中3，獎金11,250元
- 四合：選4中4，獎金212,500元

### 立即型彩券
第2代的立即型彩券為重新發行，名稱也改為刮刮樂。

#### 其它

##### 刮刮樂

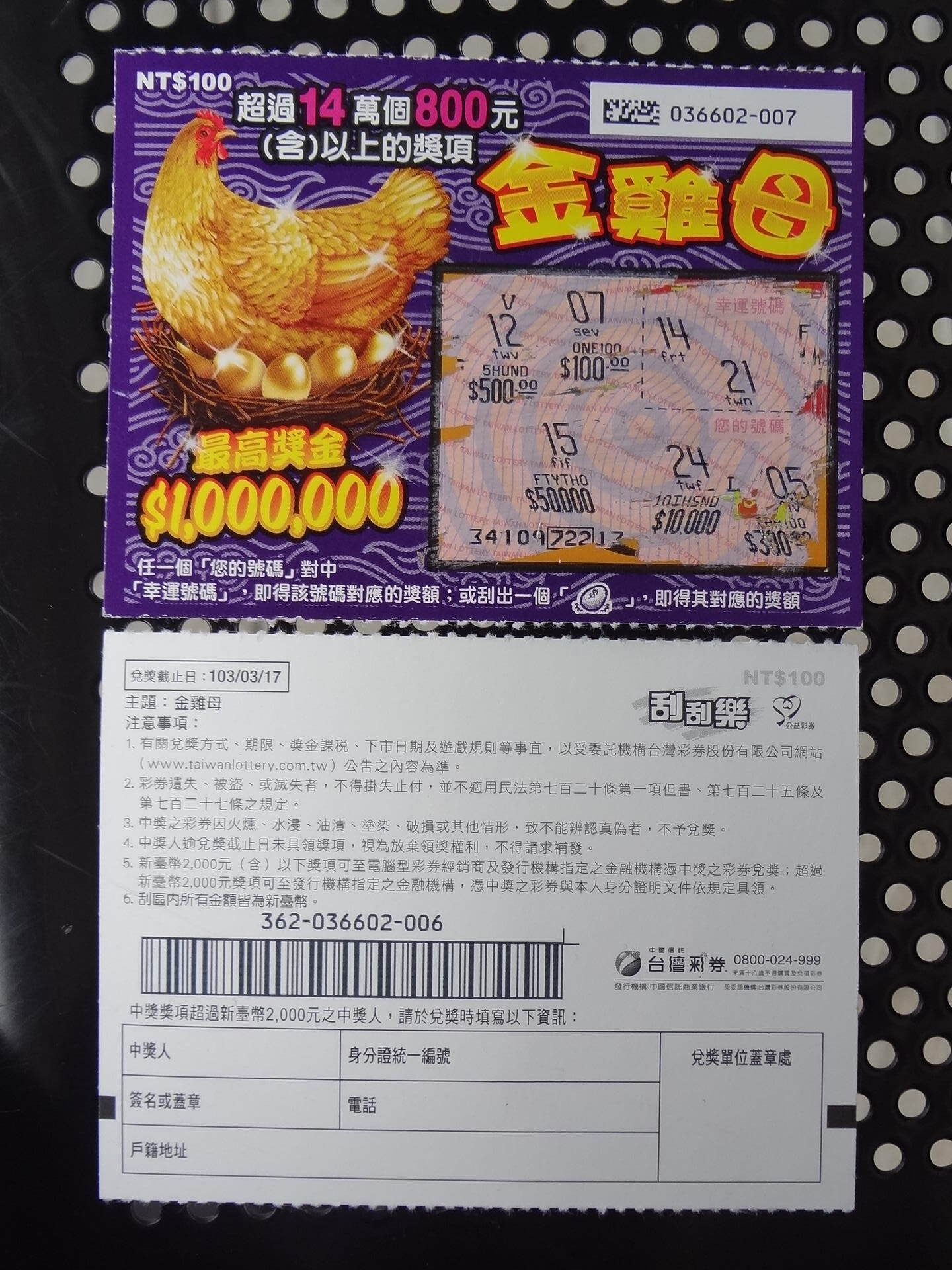
100元刮刮樂

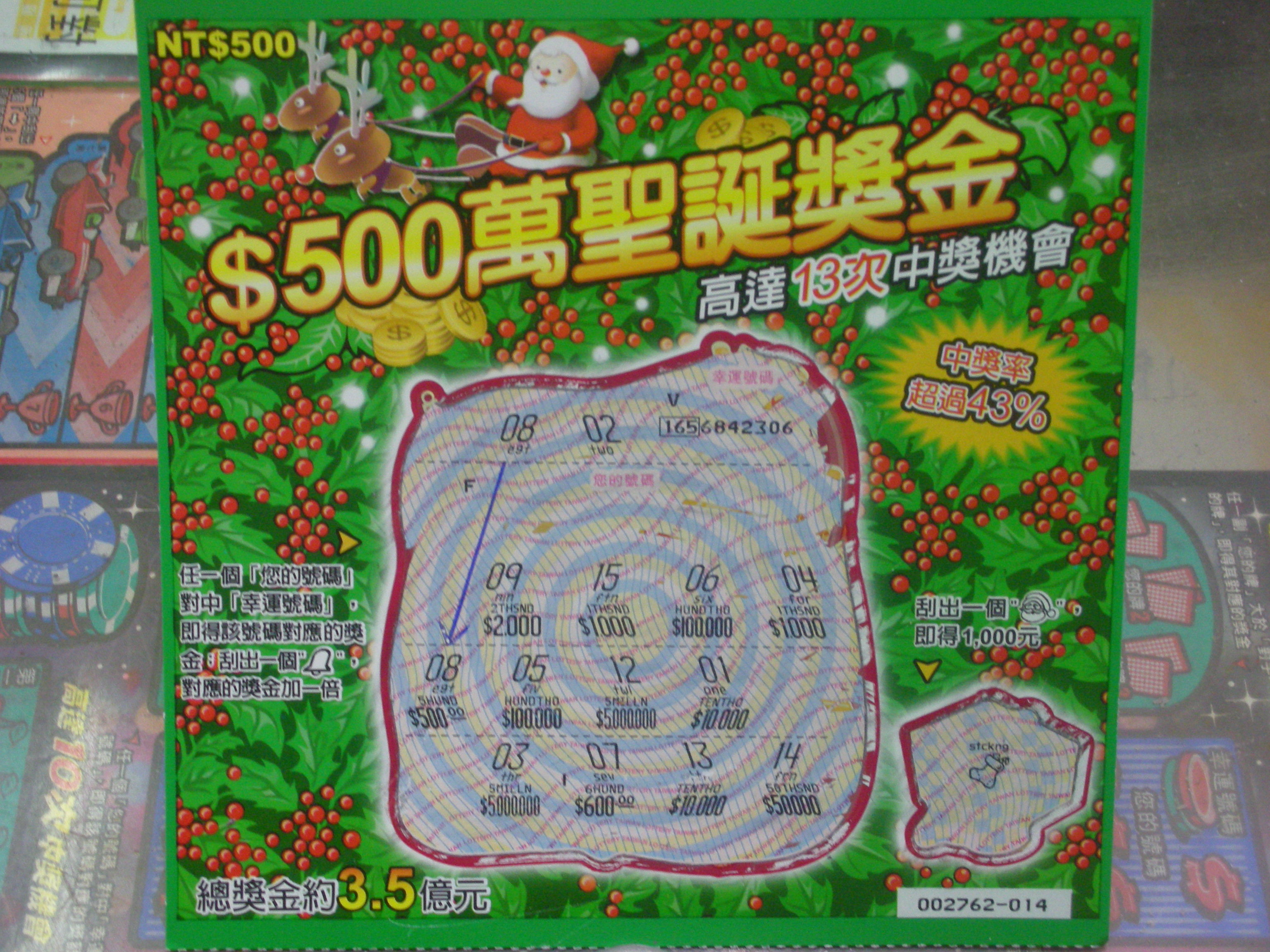
500元刮刮樂

大致上和吉時樂相同，但去掉50元、150元的彩券；2008年1月21日起增加500元及1,000元刮刮樂；2012年1月16日起首度發行每張售價2,000元刮刮樂，而刮刮樂均委託加拿大的波拉德印鈔公司印製。
刮刮樂上市到下市是六個月，但是在每屆最後六個月上市的刮刮樂，下市日期不在下一屆的前六個月，而是提前至該屆的最後一個上班日，因為刮刮樂如果上市到下市期間有跨屆，則有刮刮樂屆數的風險，也就是說第四屆的刮刮樂必須在第四屆結束之前下市，跟威力彩、大樂透等等不同。

##### 樂透上市下市日期
已下市
  未下市
| 編號 | 樂透        | 上市日期       | 下市日期       |
| ---- | ----------- | -------------- | -------------- |
| 1    | 大樂透      | 2004年1月3日   | 未下市         |
| 2    | 威力彩      | 2008年1月22日  | 未下市         |
| 3    | 樂透彩      | 2002年1月1日   | 2008年1月21日  |
| 4    | 今彩539     | 2007年1月1日   | 未下市         |
| 5    | 大福彩      | 2015年4月20日  | 2019年4月27日  |
| 6    | 3星彩       | 2005年12月17日 | 未下市         |
| 7    | 4星彩       | 2003年4月5日   | 未下市         |
| 8    | 雙贏彩      | 2018年4月23日  | 2023年12月30日 |
| 9    | 樂線九宮格  | 2009年7月25日  | 2013年12月31日 |
| 10   | 49樂合彩    | 2005年12月17日 | 未下市         |
| 11   | 38樂合彩    | 2007年1月1日   | 2023年12月28日 |
| 12   | 39樂合彩    | 2010年9月4日   | 未下市         |
| 13   | BINGO BINGO | 2008年4月30日  | 未下市         |

### 電腦彩券的電視開獎節目
台灣彩券在2007、2008年期間電腦彩券的電視開獎節目，是八大娛樂K台播出的《台灣樂起來》，卜學亮在星期一、三、四主持，侯昌明在星期二、五主持。
2009年1月1日，台灣彩券電腦彩券的電視開獎節目轉播電視頻道更換為非凡新聞台，節目名稱為《八點彩券王》。
2014年1月1日，台灣彩券電視開獎二度更換轉播電視頻道為東森財經新聞台轉播，節目名稱為《57彩券王》。
2024年1月1日，台灣彩券電視開獎三度更換轉播電視頻道為三立iNEWS、非凡新聞台，節目名稱為《全民i彩券》，現由夏浩源、邱子玲、蔡佳珍主持。採重點式實況轉播，搭配三立iNEWS主播播報當天國內外重要生活、消費及彩券相關新聞，這是公益彩券開辦以來，首次雙頻道播出開獎節目。同時，為服務廣大的網路使用者，轉播的開獎實況亦會於YouTube同步直播。

## 發行機構甄選

### 甄選委員會
- 第4屆委員會籌組，小組總計12人（政府機關代表3人，外部委員9人）。

### 甄選方式
依據各申請銀行申請文件之「銀行健全性」、「營運及管理能力」、「招標規範」、「公益回饋」、「公益性」、「財務規劃」、「經銷商管理及權益」、「其他」等評審項目，執行實質審查，最終依分數之排序來判定下屆經銷商資格。

### 歷屆發行機構
| 屆別  | 發行機構              | 受委託機構           | 發行效期                       | 發行權時效 |
| ----- | --------------------- | -------------------- | ------------------------------ | ---------- |
| 第1屆 | 臺灣銀行              | 無受委託機構         | 1999年1月1日至2001年12月31日止 | 3年        |
| 第2屆 | 臺北銀行→台北富邦銀行 | 樂彩股份有限公司     | 2002年1月1日至2006年12月31日止 | 5年        |
| 第3屆 | 中國信託商業銀行      | 台灣彩券股份有限公司 | 2007年1月1日至2013年12月31日止 | 7年        |
| 第4屆 | 中國信託商業銀行      | 台灣彩券股份有限公司 | 2014年1月1日至2023年12月31日止 | 10年       |
| 第5屆 | 中國信託商業銀行      | 台灣彩券股份有限公司 | 2024年1月1日至2033年12月31日止 | 10年       |

### 新舊彩券經銷商交接
- 非屬於個人名義的新、舊彩券經銷商在彩券發行機構換屆之際，須注意營業項目的變更、統一發票開立及營業稅繳納等相關稅務資訊之調整。[11]
- 上屆彩券發行機構之所屬彩券經銷商，在新、舊換屆年之隔年起未能繼續從事彩券經銷業務者，在變更營業項目或結束所有營業行為發生日起十五日內，向營業地區之國稅局（分局或稽徵所）辦理登記的變更或註銷。倘若需「暫停營業」，則應在停業事實發生日前，儘速提出申請。
- 取得新彩券發行機構之彩券經銷商，應在新、舊換屆年重新開始營業日前，除需辦理營業登記外，另須辦理統一發票報繳營業稅之申請。

## 公益彩券回饋金及盈餘之分配運用

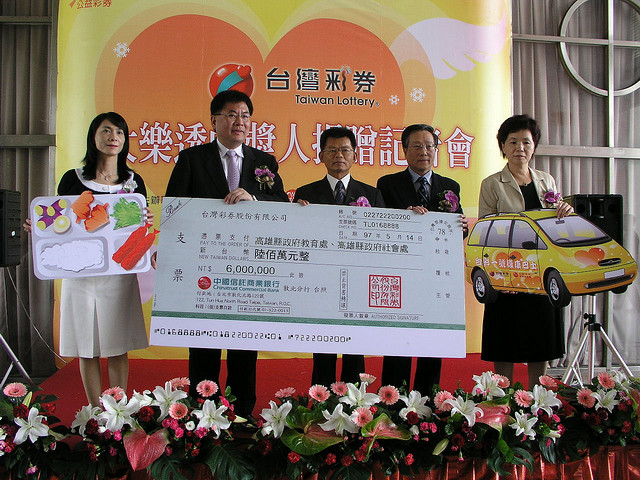
2008年5月14日，台灣彩券舉辦「大樂透中獎人捐贈記者會」，捐款新台幣600萬元購置高雄縣首輛中型復康巴士。

### 彩券運用的核心價值
公益彩券之核心價值在於挹注社福財源及促進弱勢族群就業機會。

#### 盈餘
自民國88年底發行以來，截至106年6月底止，累計創造之盈餘約新臺幣（下同）3,973億元。盈餘為專款專用於補助國民年金約1,782億元、全民健康保險準備199億元，以及分配予地方政府運用於社會福利支出約1,992億餘元。

#### 回饋金
另運用發行機構繳納之回饋金227億餘元，分配至勞動部、原住民族委員會、財政部及衛生福利部，補助相關單位落實弱勢族群之照顧及經銷商失業、轉業之生活津貼及人身安全照顧。財政部國庫署每年於網站公布回饋金分配情形。

#### 提供就業機會
在提供弱勢族群就業機會方面，公益彩券之經銷商以具工作能力之身心障礙者、原住民及低收入單親家庭為優先，截至106年6月底止之經銷商人數合計47,937人，如再考慮其聘僱員工及彩券週邊產業等因素，對於促進就業將更具正面影響。

## 流行文化

### 言情小說
2013年9月，台灣言情小說作家唐浣紗著作《幸福，蔓延中》，提到經常遇上麻煩霉運的女主角中了彩券頭獎，獎金高達十五億台幣，她便獎勵自己「將一頭枯燥乏味的黑直發染成淺金棕色卷髮，就像上帝最完美的傑作」。

### 其他小說
林秀赫的《老人革命》，是台灣第一本以公益彩券為題材的中篇小說，描寫一群保衛公益彩券投注站的老人重新找回尊嚴的過程。小說榮獲第27屆聯合文學小說新人獎中篇小說首獎，改編電影劇本榮獲2016年北京國際電影節電影項目創投最佳創意獎、MPA亞太合作特別獎、坎城新影人基金大獎。

## 外部連結
- 台灣彩券公司 （繁體中文） （页面存档备份，存于）
- 公益彩券發行管理、盈餘與回饋金分配及運用監督 （页面存档备份，存于） （繁體中文）